# Mitch Spence
Mitch Perry Spence (Kirkland, Washington, 6 de mayo de 1998), más conocido como Mitch Spence, es un jugador profesional estadounidense de béisbol que se desempeña en la posición de lanzador en Athletics, equipo de las Grandes Ligas de Béisbol (MLB).

## Carrera
En 2024, Spence hizo su debut en la MLB con el equipo Athletics, donde lleva jugando una temporada.